# 覺羅禪塔海
覺羅禪塔海（1685年—1735年），禪塔海，清朝政治人物，康熙四十四年乙酉科举人出身。
雍正十二年，升任翰林院侍讀學士、協理鑲藍旗蒙古事務。后兼任刑部郎中。